# アブドゥッラー・ジャムアーン・アル＝ドッサリ
アブドゥッラー・ジャムアーン・アル＝ドッサリ（Abdullah Mohamed Al-Jumaan Al-Dosari、1977年11月10日 - ）は、サウジアラビアの元サッカー選手。元サウジアラビア代表。ポジションはフォワード。

## 来歴
1996年11月にサウジアラビア代表デビュー。翌月のAFCアジアカップ1996では1試合のみの出場だったが、優勝した。AFCアジアカップ2000では3試合に出場、準優勝した。2002 FIFAワールドカップのメンバーにも選ばれ、グループステージ全3試合に出場した。2006年までに40試合に出場、17得点をあげた。

## 代表歴

### 出場大会
- サウジアラビア代表
  - 2002 FIFAワールドカップ

### 試合数
- 国際Aマッチ 40試合 17得点（1996年-2006年）[1]

| サウジアラビア代表 | 国際Aマッチ | 国際Aマッチ |
| 年                 | 出場        | 得点        |
| ------------------ | ----------- | ----------- |
| 1996               | 4           | 1           |
| 1997               | 9           | 5           |
| 1998               | 0           | 0           |
| 1999               | 0           | 0           |
| 2000               | 5           | 0           |
| 2001               | 3           | 1           |
| 2002               | 12          | 4           |
| 2003               | 3           | 5           |
| 2004               | 1           | 0           |
| 2005               | 2           | 1           |
| 2006               | 1           | 0           |
| 通算               | 40          | 17          |